# 变身国王
《变身国王》（英語：The Emperor's New Groove），是一部由華特迪士尼製作，並於2000年發行上映的電腦動畫電影。它的上映日期是2000年12月15日，為第40部華特迪士尼經典動畫長片。該部電影由馬克·汀戴爾執導，大衛·雷諾茲、克里斯·威廉斯）和汀戴爾擔任編劇，其配音陣容包括大卫·斯佩德、约翰·古德曼、厄莎·凯特、帕特里克·华博顿、溫蒂·馬利克、巴布·勃根、汤姆·琼斯、佩蒂·德伊奇、約翰·費吉拉勒和喬·懷特等人。
《变身国王》的故事受到古代秘魯文化的啟發，以印加帝國為背景，描繪一個相當自我為中心的庫斯德國王，在被他的前顧問伊絲瑪和她愚蠢的手下高剛意外變成了一隻駱馬後，為了變回人類而他委託村長貝查護送他回到宮殿，以免伊茲瑪殺死他們的冒險故事。其電影的開發始於 1994 年，當時這部電影被設想為一部名為《太陽王國》的史詩音樂作品。在執導《獅子王》後，羅傑·艾勒斯聘請了英國音樂家史汀為《太陽王國》創作了幾首歌曲，然而由於《風中奇緣》和《鐘樓怪人》 預期的票房表現不佳，因此汀戴爾被任命為聯合導演，以使這部電影加入了喜劇成分。由於測試放映不佳、與汀戴爾的創意差異出現矛盾以及製作進度落後，艾勒斯最終離開了團隊，最終使《变身国王》變成了一部輕鬆愉快的喜劇。2002年上映的一部紀錄片《The Sweatbox》，詳細介紹《变身国王》在六年的開發中所經歷的曲折過程。
《变身国王》最終於2000年12月15日上映。與1990年代發行的迪士尼文藝復興作品相比，它的票房表現令人失望，預算為1億美元，最終票房收入為1.695 億美元。然而，這部電影在家庭媒體發行時獲得巨大的成功，並成為2001年最暢銷的DVD作品。《变身国王》受到評論家的普遍好評，評論家稱讚它的劇情、動畫、喜劇元素和配音，並且是迪士尼後文藝復興時期發行成績最好的電影之一，該部電影以歌曲《My_Funny_Friend_and_Me》獲得同年奧斯卡最佳原創歌曲的提名，由於前述在DVD產業的成功，《变身国王》之後延伸出了許多的衍生作品，包括動畫影集《變身國王上學記》、電子遊戲及多種相關產品等，其電影續集《變身國王2：高剛外傳》於2005年推出。

## 配音員
| 配音            | 配音                          | 配音   | 角色                           |
| 英版            | 台版                          | 港版   | 角色                           |
| --------------- | ----------------------------- | ------ | ------------------------------ |
| 大卫·斯佩德     | 曾國城                        | 黃子華 | 庫斯德國王（Emperor Kuzco）    |
| 约翰·古德曼     | 雷威遠                        | 谷德昭 | 貝查（Pacha）                  |
| 厄莎·凯特       | 鄭佩佩                        | 苑瓊丹 | 伊絲瑪（Yzma）                 |
| 帕特里克·华博顿 | 孫德成                        | 郭偉安 | 高剛（Kronk）                  |
| 溫蒂·馬利克     | 鄭仁麗                        | 劉雅麗 | 琪嘉（Chicha）                 |
| 巴布·勃根       |                               |        | 松鼠巴奇（Bucky the Squirrel） |
| 汤姆·琼斯       | 謝文德                        | 金培達 | 主題曲演唱者（Theme Song Guy） |
| 佩蒂·德伊奇     | 崔幗夫                        | 謝月美 | 女服務生（Waitress）           |
| 約翰·費吉拉勒   | 胡立成（片頭） 孫中台（片尾） | 李忠強 | 魯迪（Rudy）                   |
| 喬·懷特         |                               |        | 官員（Royal Recordkeepe）      |

## 發行
香港於2001年4月12日以粵語版本上映此電影。2015年央视6台佳片有约栏目曾对该片做出一条配音，并于3月29日首播。
本片DVD已经分别由博伟及中录德加拉在台湾及中國大陸发行。VCD由中录德加拉在中国大陸发行。 电影原声带由愛貝克思在台湾发行。续集《騎呢大帝2之騎呢高剛》由迪士尼在2005年推出。